# Machaerina vaginalis
Machaerina vaginalis là loài thực vật có hoa trong họ Cói. Loài này được (Benth.) T.Koyama mô tả khoa học đầu tiên năm 1956.